# Ron Davis (baloncestista de 1954)
Ronald Howard "Ron" Davis (Phoenix, Arizona; 1 de mayo de 1954) es un exjugador de baloncesto estadounidense que disputó tres temporadas en la NBA y cinco más en la CBA. Con 1,98 metros de estatura, jugaba en la posición de escolta.

## Trayectoria deportiva

### Universidad
Jugó durante dos temporadas en los Cougars de la Universidad Estatal de Washington, en las que promedió 14,3 puntos y 6,6 rebotes por partido.

#### Estadísticas
| Temporada | Equipo         | Conf. | Partidos | MIN  | TC  | TCA  | %TC  | TL  | TLA | %TL  | REB | ASIS | ROB | TAP | PER | FP | PTS  |
| 1974-75   | Washington St. | Pac-8 | 26       | 26.7 | 4.6 | 10.1 | .456 | 1.8 | 2.6 | .701 | 5.2 |      |     |     |     |    | 11.0 |
| 1975-76   | Washington St. | Pac-8 | 26       | 36.0 | 7.3 | 14.0 | .522 | 3.0 | 4.5 | .653 | 8.0 |      |     |     |     |    | 17.6 |
| Total     | Washington St. |       | 52       | 31.4 | 6.0 | 12.1 | .494 | 2.4 | 3.6 | .670 | 6.6 |      |     |     |     |    | 14.3 |

### Profesional
Fue elegido en la septuagésima posición del Draft de la NBA de 1976 por Atlanta Hawks, quienes lo rechazaron en un primer instante, pero fue repescado una vez comenzada la competición. Pero únicamente llegó a disputar 7 partidos, en los que promedió 2,9 puntos y 1,0 rebotes.
Al quedarse sin equipo, fichó en 1977 por los Anchorage Northern Knights de la EBA, que al año siguiente se convertiría en la CBA. En su primera temporada sería elegido Debutante del Año (Newcomer of the Year), y en la última, además de ganar el campeonato, fue elegido mejor jugador de la competición.
En 1980 fichó por los Seattle Supersonics, quienes finalmente lo descartaron antes del comienzo de la temporada, fichando poco después por los San Diego Clippers. Allí jugó una temporada como suplente de Freeman Williams, promediando 5,8 puntos y 1,9 rebotes por partido.
Dos semanas después de comenzada la temporada 1981-82 es despedido, jugando dos años más en la CBA antes de retirarse.

## Estadísticas de su carrera en la NBA

### Temporada regular
| Temporada | Edad | Equipo             | Liga | P  | TIT | MIN  | TC  | TCA | %TC  | 3P  | 3PA | %3P  | TL  | TLA | %TL  | R.OF. | R.DEF. | REB | ASIS | ROB | TAP | PER | FP  | PTS |
| 1976-77   | 22   | Atlanta Hawks      | NBA  | 7  |     | 9.6  | 1.1 | 5.0 | .229 |     |     |      | 0.6 | 1.9 | .308 | 0.3   | 0.7    | 1.0 | 0.3  | 1.0 | 0.0 |     | 1.3 | 2.9 |
| 1980-81   | 26   | San Diego Clippers | NBA  | 64 |     | 12.8 | 2.2 | 4.9 | .443 | 0.0 | 0.1 | .250 | 1.5 | 2.5 | .595 | 0.7   | 1.1    | 1.9 | 0.7  | 0.6 | 0.2 | 1.0 | 1.5 | 5.8 |
| 1981-82   | 27   | San Diego Clippers | NBA  | 7  | 0   | 9.6  | 1.4 | 3.6 | .400 | 0.0 | 0.0 |      | 0.4 | 0.9 | .500 | 1.0   | 0.9    | 1.9 | 0.6  | 0.0 | 0.0 | 0.7 | 1.1 | 3.3 |
| Total     |      |                    | NBA  | 78 | 0   | 12.2 | 2.0 | 4.8 | .420 | 0.0 | 0.1 | .250 | 1.3 | 2.3 | .571 | 0.7   | 1.1    | 1.8 | 0.7  | 0.6 | 0.1 | 0.9 | 1.5 | 5.3 |